# Desa Tegalombo (administrativ by i Indonesien, Jawa Timur, lat -8,06, long 111,30)
Desa Tegalombo är en administrativ by i Indonesien.   Den ligger i provinsen Jawa Timur, i den västra delen av landet, 500 km öster om huvudstaden Jakarta.